# Bardonecchia
Bardonecchia is een dorp in de provincie Turijn in Piëmont. Het dorp is gelegen in de Valle di Susa en heeft zo'n 3000 inwoners.
Bardonecchia is een van de locaties buiten Turijn waar de Olympische Winterspelen 2006 plaatsvonden. In het Melezet vinden de wedstrijden voor het snowboarden plaats. Tevens is er speciaal voor de snowboarders een Olympisch dorp geopend.
Bardonecchia ligt ongeveer 90 km van Turijn en is het middelpunt van de samenkomst van vier valleien. Het dorp is omringd door bergen, waarvan enkele boven de 3000 meter hoogte uitkomen. Het dorp staat in verbinding met Frankrijk door middel van de Fréjustunnel.

## Externe link

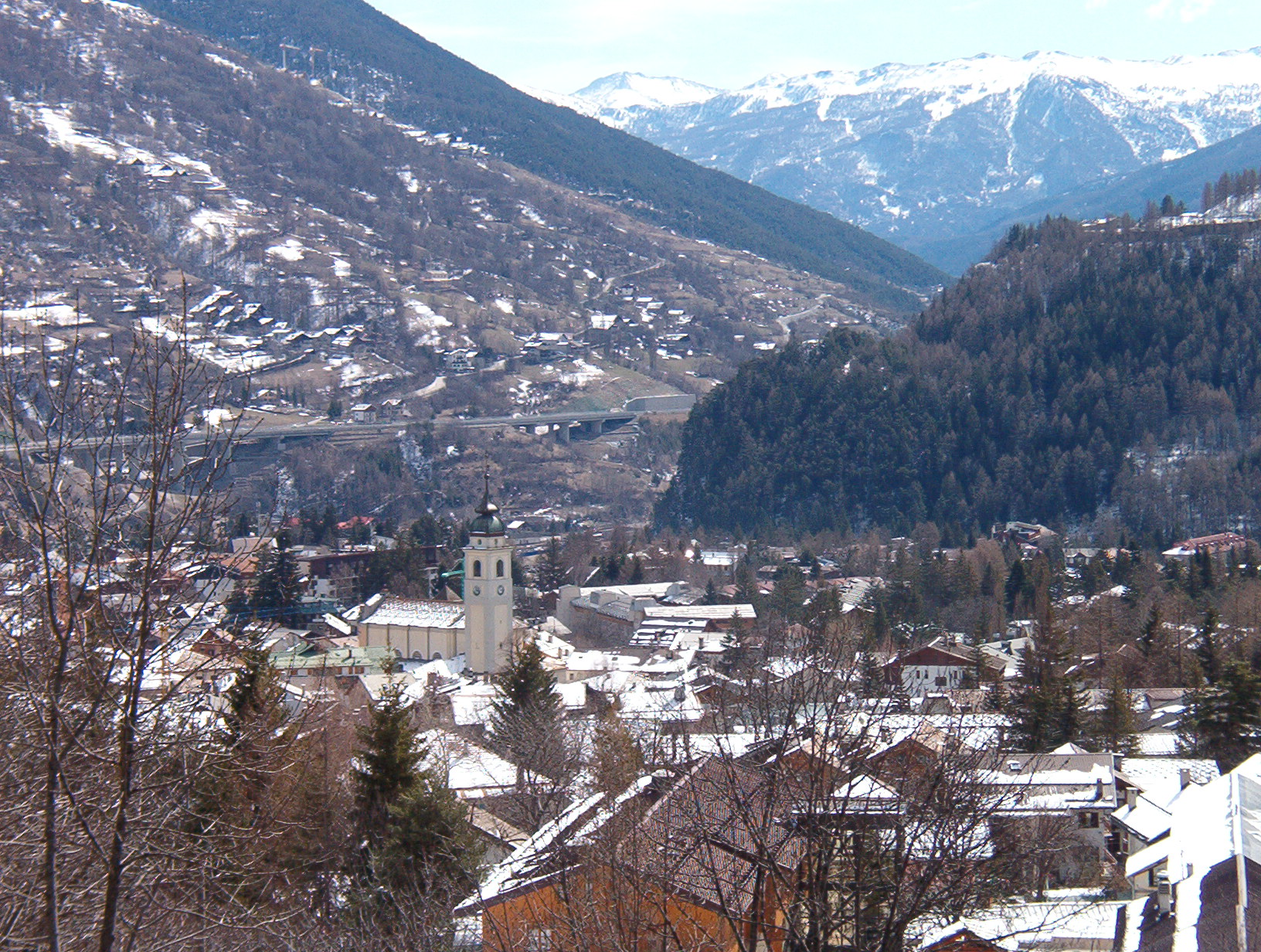
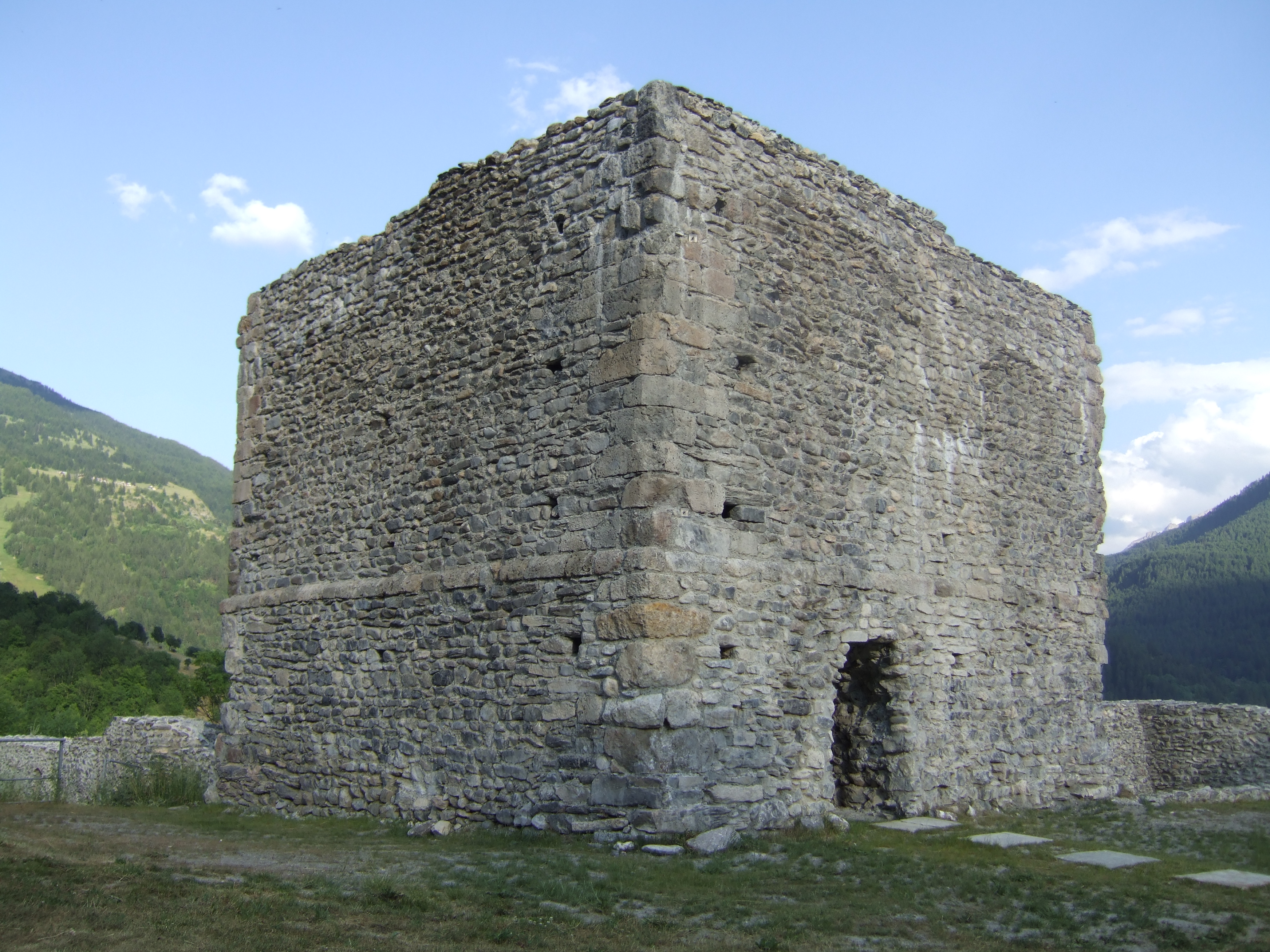
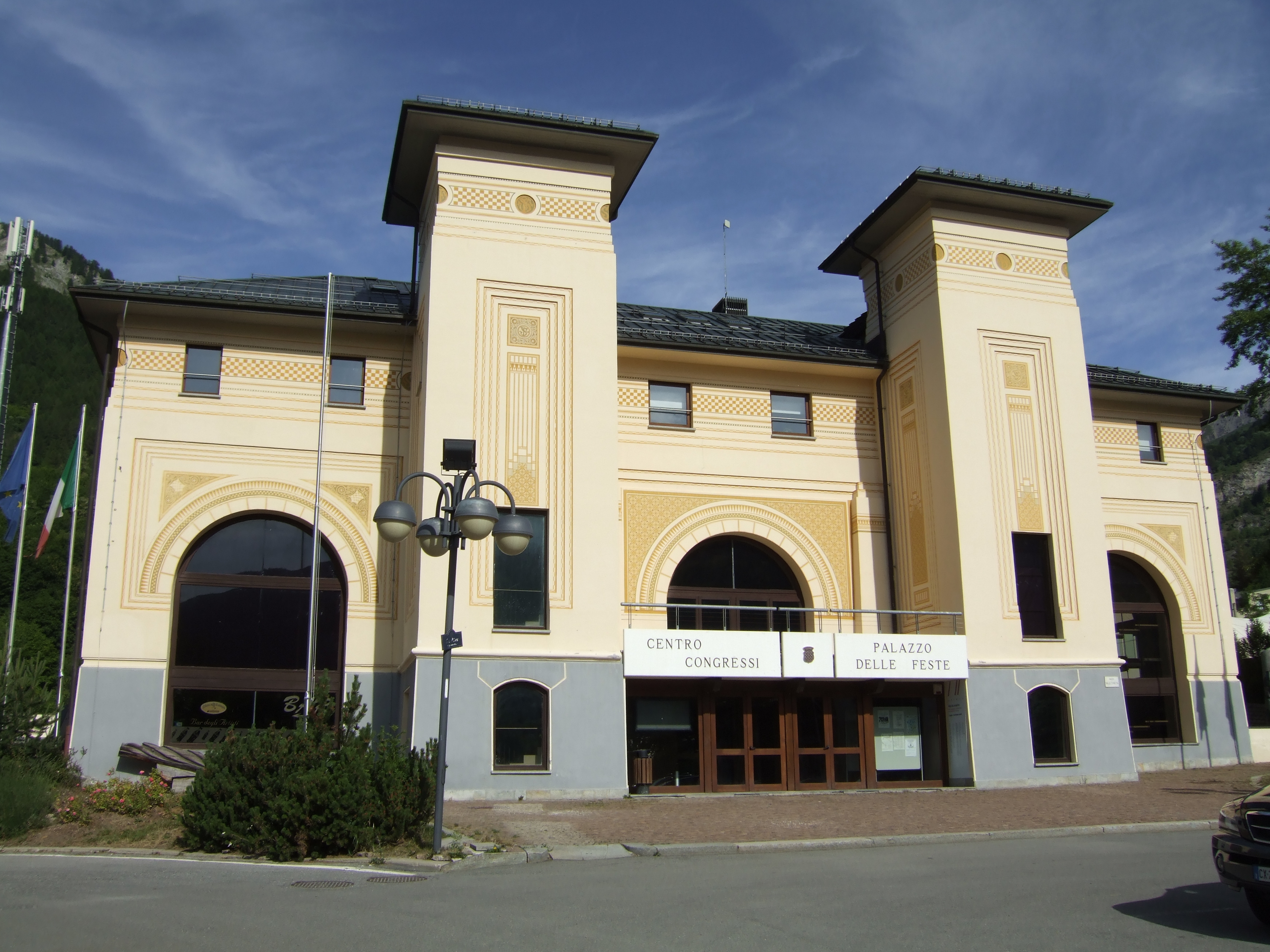
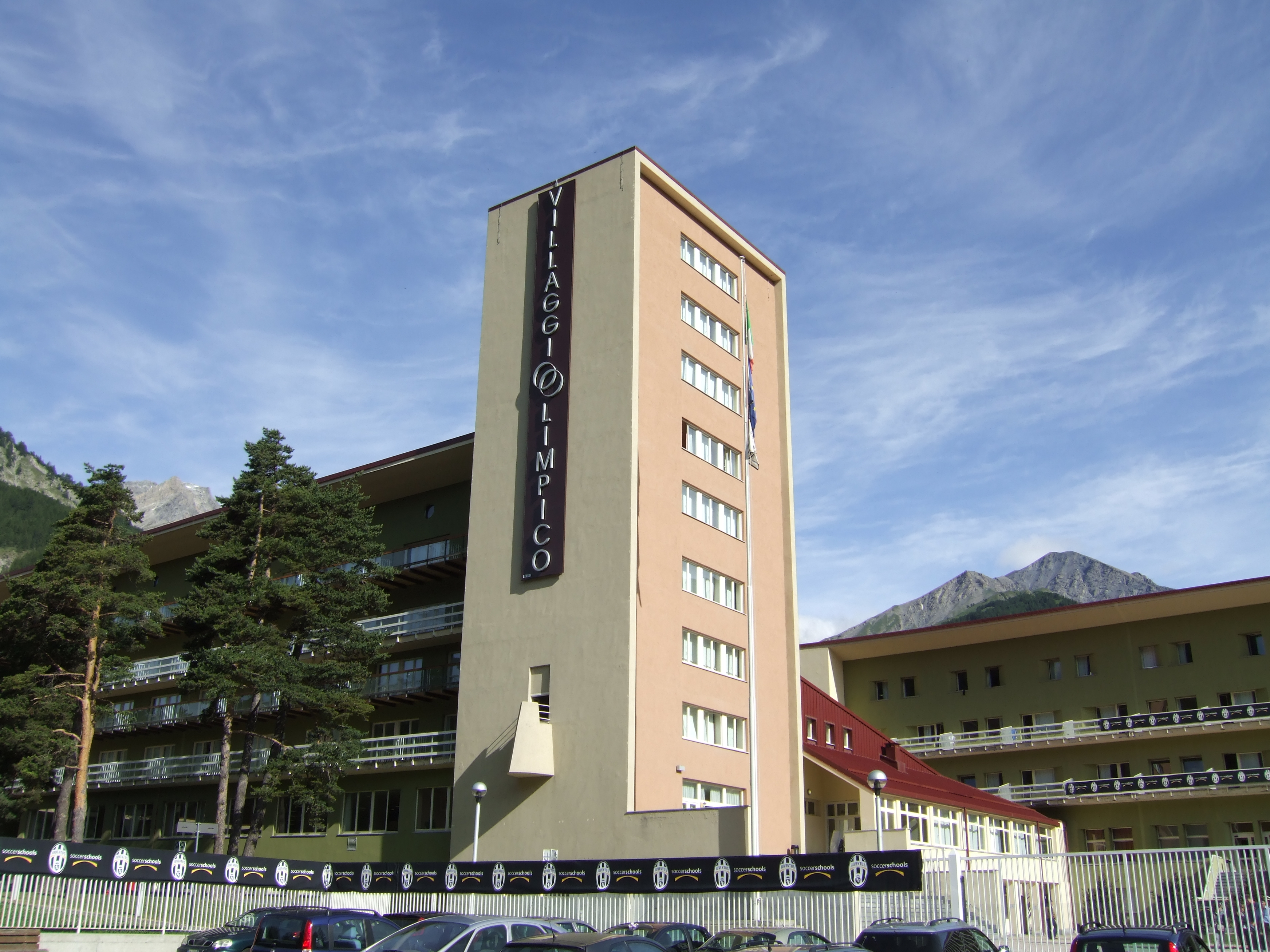